# Olosrivier
De Olosrivier (Zweeds: Olosjoki) is een rivier die stroomt in de Zweedse gemeente Pajala. De rivier verzorgt de afwatering van het meer Olosjävret met een oppervlakte van circa 12 hectare. Dat meer wordt van water voorzien door een aantal beken uit de omgeving. De Olosrivier stroomt daarna meanderend naar het zuiden en mijdt daarbij alle meren. Na 47 kilometer (met langste bronrivier) stroomt ze de Lainiorivier in.
Afwatering: Olosrivier → Lainiorivier → Torne → Botnische Golf